# Ruttkai Éva-emlékdíj
A Ruttkai Éva-emlékdíjat (más néven: Ruttkai Éva-díjat, Ruttkai Éva-gyűrűt vagy Ruttkai Éva-emlékgyűrűt) Ruttkai Éva lánya, Gábor Júlia alapította 1986-ban, a színművész távozásának évében, és 1987 óta adja át minden évben december 30-án, Ruttkai születésnapjának előestéjén, az előadás előtt a jelképes gyűrűt a Vígszínház társulatának titkos szavazása alapján annak a színművésznek, aki az elmúlt év kiemelkedő művészi teljesítményét nyújtotta.

## Díjazottak
- 1987: Tordy Géza
- 1988: Eszenyi Enikő
- 1989: Darvas Iván
- 1990: Pap Vera
- 1991: Gálffi László
- 1992: Kaszás Attila
- 1993: Lukács Sándor (először)
- 1994: Tábori Nóra
- 1995: Jánoskúti Márta
- 1996: Kútvölgyi Erzsébet
- 1997: Igó Éva
- 1998: Börcsök Enikő (először)
- 1999: Alföldi Róbert
- 2000: Börcsök Enikő (másodszor)
- 2001: Hajdu Steve
- 2002: Csőre Gábor
- 2003: Venczel Vera (először)
- 2004: Harkányi Endre
- 2005: Börcsök Enikő (harmadszor)
- 2006: Rajhona Ádám
- 2007: Danis Lídia
- 2008: Epres Attila
- 2009: Reviczky Gábor
- 2010: Hegyi Barbara
- 2011: Venczel Vera (másodszor)
- 2012: Bata Éva
- 2013: Fesztbaum Béla[1]
- 2014: Csőre Gábor (másodszor)[2]
- 2015: Péter Kata[3]
- 2016: Wunderlich József[4]
- 2017: Vidnyánszky Attila[5]
- 2018ː Szilágyi Csenge[6]
- 2019: Lukács Sándor (másodszor)[7]
- 2020: Kern András[8]
- 2021: Gyöngyösi Zoltán[9]
- 2022: Márkus Luca[10]
- 2023: Waskovics Andrea[11]
- 2024: Ötvös András[12]